# 维托里奥·马尔切利
维托里奥·马尔切利（義大利語：Vittorio Marcelli，1944年6月3日—），意大利男子自行车运动员。他曾代表意大利参加1968年夏季奥林匹克运动会自行车比赛，获得男子团体计时赛铜牌。